# Brezen (Słowenia)
Brezen – wieś w Słowenii, w gminie Vitanje. W 2018 roku liczyła 203 mieszkańców.